# Stargard Kluczewo
Stargard Kluczewo – przystanek i ładownia kolejowa w Stargardzie (dawnej wsi Kluczewo), w województwie zachodniopomorskim, w Polsce, przy linii kolejowej nr 411 (obecnie jedynie ruch towarowy).

## Położenie
Przystanek znajduje się w dzielnicy Kluczewo, około 4 kilometry na północny zachód od centrum Stargardu. W jego bezpośrednim sąsiedztwie położone były zakłady przemysłowe, cukrownia oraz dawne lotnisko wojskowe Kluczewo. Do 1959 roku teren ten stanowił samodzielną wieś Kluczewo, która została włączona do Stargardu w wyniku powiększenia granic administracyjnych miasta.

## Historia
Przystanek został uruchomiony w czasach, gdy Kluczewo było jeszcze odrębną miejscowością. Miał znaczenie zarówno pasażerskie, jak i towarowe, obsługiwał ruch pracowniczy oraz transport związany z przemysłem lokalnym i wojskowością. Na terenie Kluczewa znajdowało się radzieckie lotnisko wojskowe, funkcjonujące w latach 1948-1992, do którego prowadziła bocznica kolejowa od przystanku.
Budynek przystanku Stargard Kluczewo miał charakter typowy dla niewielkich stacji lokalnych, jednak jego architektura oraz zaplecze wskazywały na nieco większe znaczenie w okresie funkcjonowania lotniska i cukrowni.

## Współczesność
Ruch pasażerski na linii kolejowej nr 411, w tym przez przystanek Kluczewo, został zawieszony w 2004 roku. Od tego czasu obiekt pozostaje nieczynny. Torowisko jest zachowane, jednak nieużywane w ruchu pasażerskim.
W ramach programu rządowego "Kolej+" oraz planowanej budowy Szczecińskiej Kolei Metropolitalnej, rozważane jest przywrócenie połączeń kolejowych na trasie Stargard–Pyrzyce–Siekierki, w tym reaktywacja przystanku Stargard Kluczewo. Plany te obejmują modernizację torowiska, budowę nowych peronów oraz elektryfikację linii. Realizacja inwestycji uzależniona jest jednak od udziału finansowego samorządów.